# Eric Schmidt

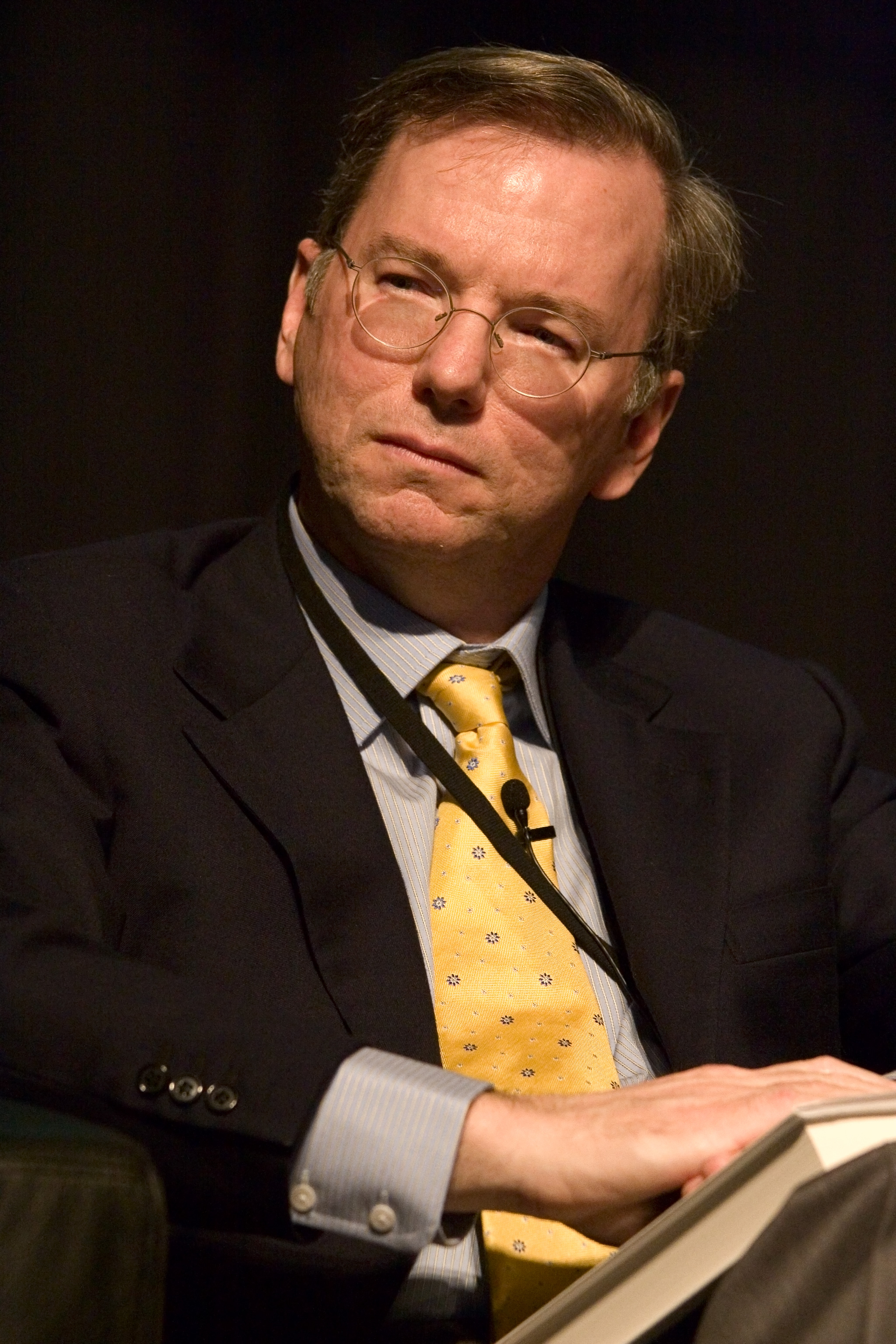
Eric Schmidt (2005)

Eric Emerson Schmidt, född 27 april 1955 i Washington, D.C., är en amerikansk företagsledare. Han var tidigare verkställande direktör för Google men ersattes 2011 av Larry Page. Eric Schmidt har tidigare varit styrelsemedlem i Apple Inc..
Den amerikanska ekonomitidskriften Forbes rankade Schmidt som världens 87:e rikaste med en förmögenhet på 22,9 miljarder amerikanska dollar för den 13 oktober 2024.
I juni 2023 köpte han superyachten Alfa Nero för 67,6 miljoner dollar på en auktion arrangerad av Antigua och Barbuda. Superyachten hade tidigare varit sammankopplad med den ryske oligarken Andrej Gurjev. I mitten av september blev det känt att Schmidt hade dragit tillbaka sitt bud officiellt på grund av rättsliga efterspel efter auktionen. I september köpte han Shahid Khans yacht Kismet för 159 miljoner dollar, den nya yachten fick namnet Whisper.